# Seznam australských výsadkových lodí

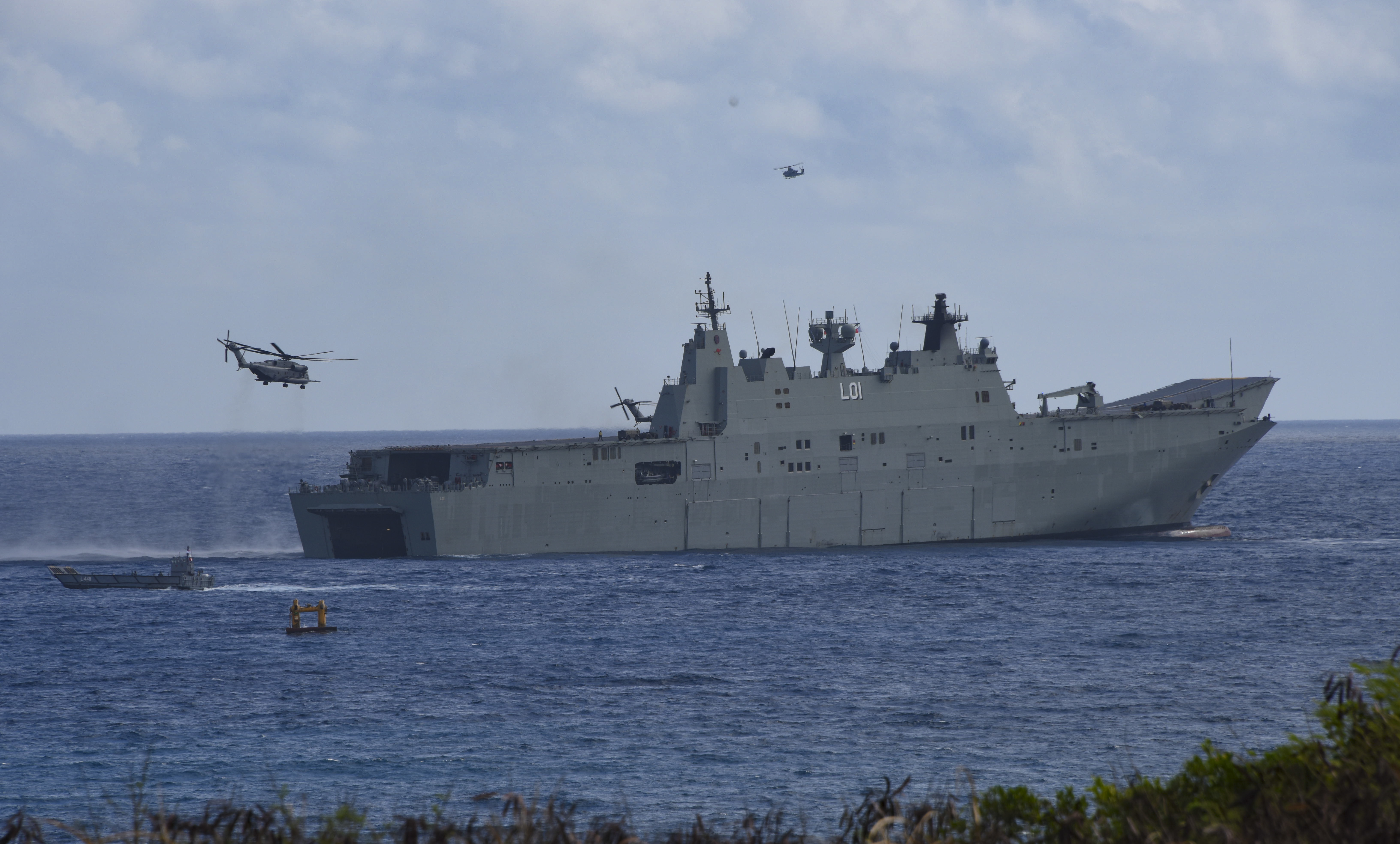
HMAS Adelaide (LHD-01)

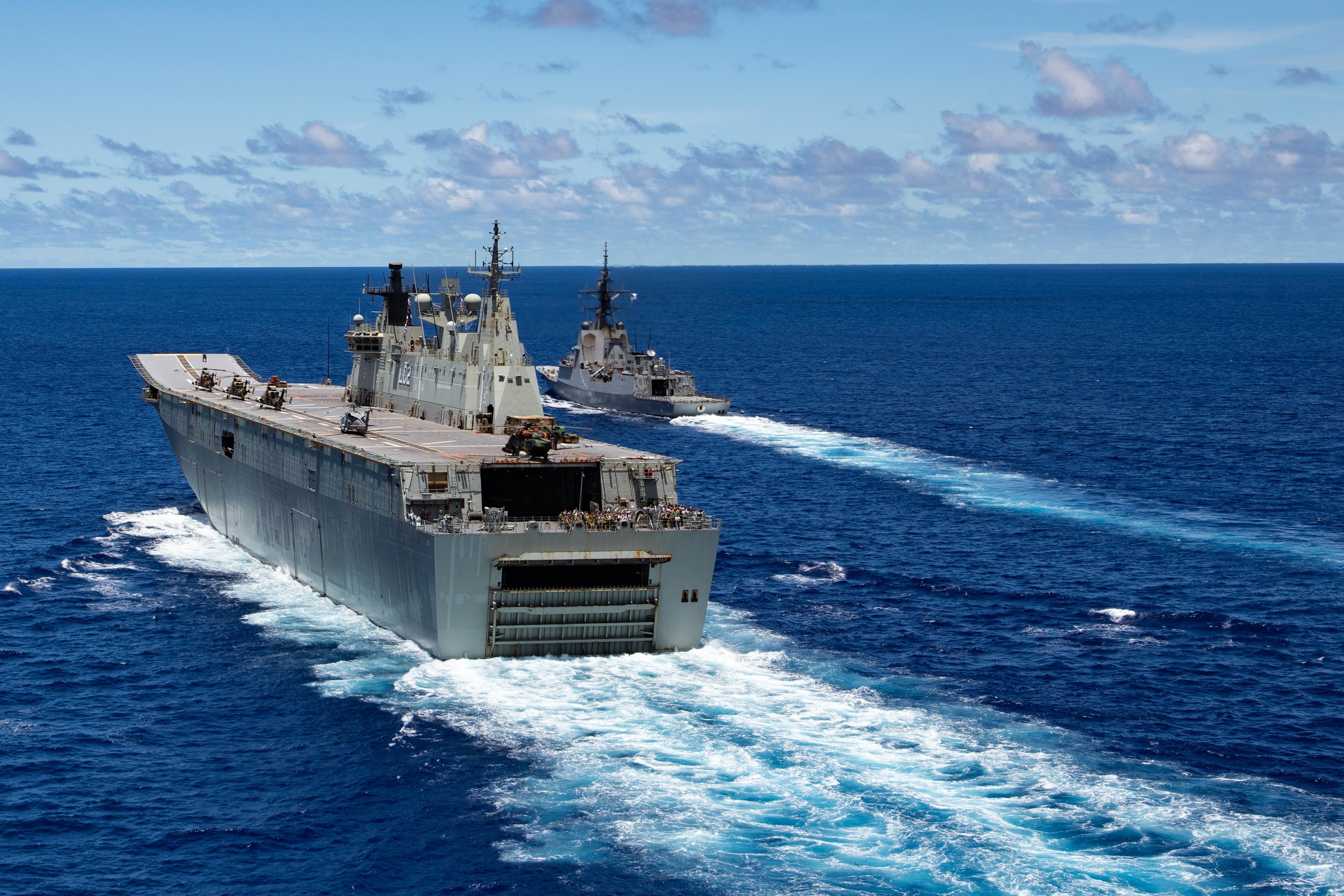
HMAS Canberra (LHD-02)

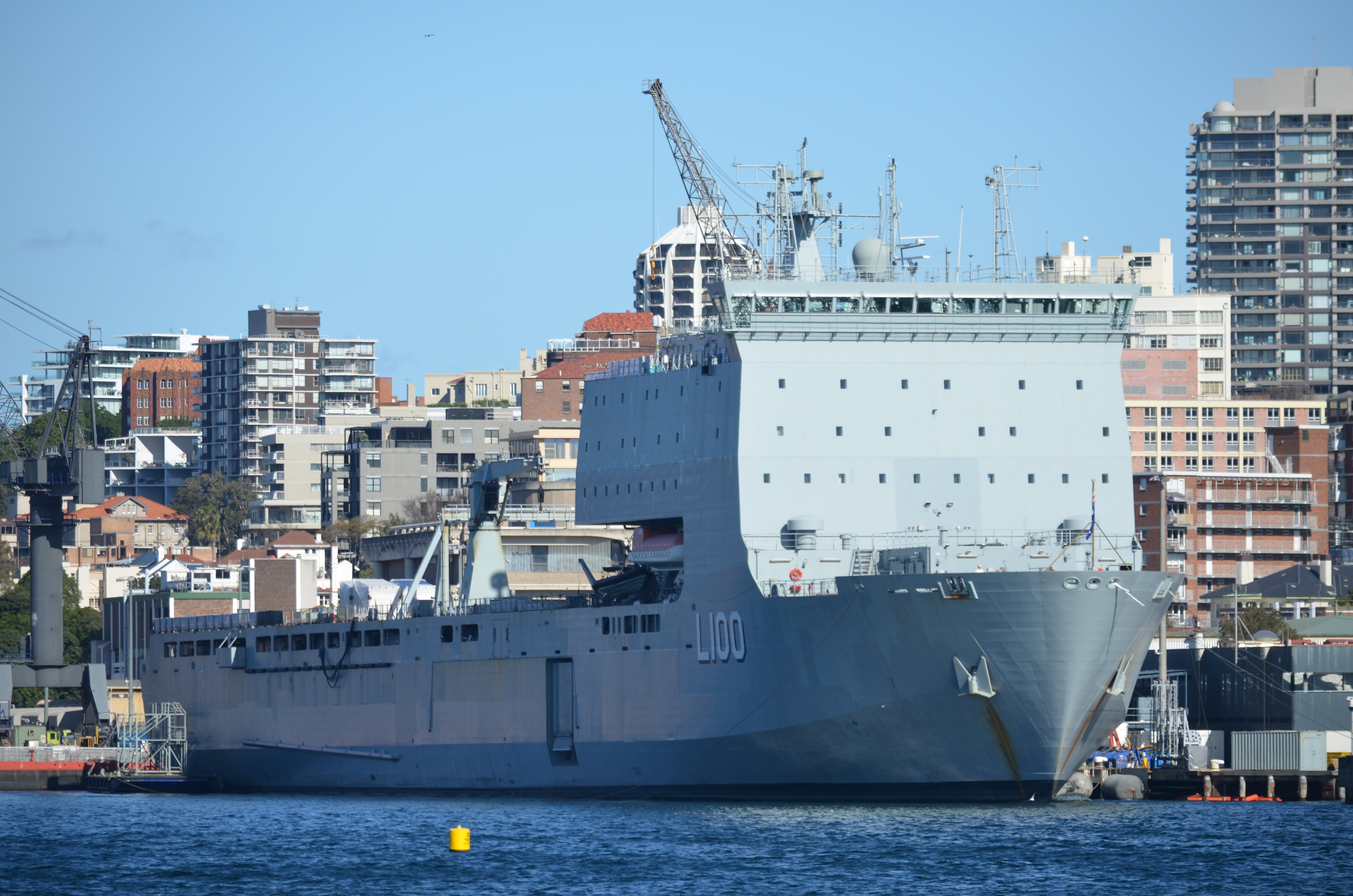
HMAS Choules (L100)

Seznam australských výsadkových lodí obsahuje výsadkové lodě, které byly pověřeny do služby nebo stále slouží u Australského královského námořnictva.

## Vrtulníkové výsadkové lodě

### TřídaCanberra
- HMAS Adelaide (LHD-01) - aktivní
- HMAS Canberra (LHD-02) - aktivní

## Dokové výsadkové lodě

### TřídaBay
- HMAS Choules (L100) - aktivní